# Noelia Cortés
Noelia Cortés (Albox, 1996) es una escritora y activista por los derechos del pueblo gitano española.

## Trayectoria
Cortés procede de una familia de gitanos almerienses dedicados a la cestería. Se trasladó a Águilas donde ejerce como técnica de farmacia de forma simultánea con su labor como escritora. Colabora en diferentes medios con artículos de opinión, entre ellos Pikara Magazine, y participó en un artículo de la revista cultural El Arriero sobre cestería y cómo era la vida y el trabajo de los cesteros de Albox. Tiene un blog dónde intenta recuperar las luchas y resistencias del arte flamenco.
Cortés fue invitada al Parlamento Europeo para defender el feminismo gitano y los derechos del pueblo gitano junto a otras invitadas del resto de Europa.
Los principales referentes literarios de Cortés pertenecen a la literatura inglesa, por ejemplo, Sylvia Plath, las hermanas Brontë o Pete Doherty.
Su primer poemario, Del Mar y la Muerte, fue editado en 2021 por la editorial La Carmensita y su segundo libro, el ensayo La higuera de las gitanas fue publicado por ediciones en el mar en 2022. En la portada de La higuera de las gitanas es su propia bisabuela quien aparece sentada en las escaleras de los muros de Albox en una fotografía tomada por el fotógrafo Miguel Romero a principios de los años 70. En este segundo libro, Cortés crítica el antigitanismo dentro del mundo literario que impone sus propios impedimentos y estereotipos y se centra también en el feminismo gitano.
Cortés presentó su libro en Sevilla junto al también escritor Antonio Ortega.

## Reconocimientos
En 2021, Cortés fue escogida por la revista Mujer Hoy para Generación Next, un ranking formado por medio centenar de mujeres. Posteriormente, fue nominada en los premios Lince Moradas 2023 organizados por el Instituto República y Democracia en la categoría Lince Antirracista Sin Peros, que premiaba la visibilidad y representación de la diversidad racial en el ámbito de la sociedad española.
El autor Jesús Salinas Catalá ha escrito sobre ella y la ha mencionado como una poetisa de relevancia dentro del pueblo gitano en su libro Gitanas y gitanos en la poesía del siglo XX.

## Obra
- 2021 – Del mar y la muerte. Editorial La Carmensita. ISBN 978-84-09-33650-0.[9]
- 2022 – La higuera de las gitanas. En el Mar Editorial. ISBN 9788412263275.[10]